# Moulay Khanoussi
Moulay „Driss” Khanoussi (arab. ‏مولاي إدريس الخنوسي‎, ur. w 1939) – były marokański piłkarz grający na pozycji obrońcy.

## Kariera klubowa
Moulay Khanoussi podczas kariery piłkarskiej występował w klubie Maghreb Fez.

## Kariera reprezentacyjna
W reprezentacji Maroka Moulay Khanoussi grał w latach sześćdziesiątych i siedemdziesiątych.
W 1969 roku uczestniczył w zakończonych sukcesem eliminacjach Mistrzostw Świata 1970.
W 1970 roku uczestniczył w Mistrzostwach Świata 1970.
Na Mundialu w Meksyku Khanoussi był podstawowym zawodnikiem i wystąpił we wszystkich trzech meczach Maroka z RFN, Peru i Bułgarią.